# Володимир Медем
Володимир Давидович Медем (30 липня 1879, Лібава, Курляндська губернія — 9 січня 1923, Нью-Йорк) — єврейський політичний діяч, один із лідерів та ідеологів Бунду.

## Життя
Народився в сім'ї військового лікаря-єврея. При народженні був хрещений у православ'я, хоча його батьки в той час ще були формально юдеями, а наприкінці життя прийняли лютеранство. Виростав у провінційному військово-дворянському середовищі і отримав суто християнське виховання, яке справило на нього сильний вплив. Середню освіту отримав у гімназії в Мінську, де завдяки оточенню у нього з'явилася цікавість до єврейства, і він навіть спробував вивчати іврит. Їдиш він вивчив лише у віці 22 років — ця мова була під табу в його сімейному оточенні.
В 1897 р. вступив до Київського університету на медичний факультет, в 1898 році перейшов на юридичний, але навесні 1899 р. був виключений з університету за участь у студентському страйку, заарештований і висланий в Мінськ під нагляд поліції. Там навесні 1900 р. він вступив у Бунд.
1901 р. був заарештований в Мінську, був випущений на поруки і втік за кордон. Навчався в Бернському університет і займався пропагандою в гуртках студентів-вихідців з Росії. У 1903 р був кооптований у Закордонний комітет Бунду (Женева), в тому ж році представляв Бунд на 2-му з'їзді РСДРП, який покинув разом з іншими делегатами від Бунду через відмову з'їзду прийняти вимогу про федеральний принцип побудови партії.
1904 р. у «Віснику Бунду» опублікував ряд статей про національне питання, які були видані 1906 р. окремою брошурою «Соціалізм і національне питання», яка багаторазово перевидавалася, перекладена на їдиш та інші мови і зіграла важливу роль у розвитку єврейського соціалістичного руху.
У 1905—1908 рр., повернувшись до Росії, Медем був одним із провідних співробітників і редакторів бундівських видань «Наше слово», «Наша трибуна», «Останні вісті», «Ді фолксцайтунг», «Ді хофенунг», «Дер Моргенштерн» та інших. Основні літературні псевдоніми Медема — Марк, М. Вінницький, Г. Раф, Бен Довід.
На 7-му з'їзді Бунду (1906, Лейпциг) Медем був обраний до ЦК, а в 1907 р брав участь у роботі V з'їзду РСДРП і був членом президії.
На початку 1910-х рр. Медем багато публікувався в російських («Вісник Європи», «День»), російсько-єврейських («Єврейський світ», «Єврейське обозрение») і німецьких («Нойє Цайт») виданнях.
У 1912 р, проживаючи у Відні, Медем редагував варшавський тижневик Бунду «Лебнсфраген» (який був закритий після виходу другого ж номера), за що був в 1913 р арештований у Ковно і в травні 1915 р. був засуджений на чотири роки каторги. Однак через хворобу Медема не відправили на каторгу, а коли в серпні 1915 р. Варшаву зайняли німецькі війська, він був звільнений з тюремної лікарні .
У 1915—1920 рр. Медем був одним з керівників Бунду в Польщі і очолював там єврейську світську шкільну освіту. Він був ініціатором петиції, що зібрала понад шістдесят тисяч підписів до німецької окупаційної влади про визнання їдишу офіційною мовою євреїв і про школи з викладанням мовою їдиш.
У 1919—1920 рр. в Бунді (зокрема, в його Польському комітеті) взяли гору прокомуністичні тенденції, але Медем ставився до більшовизму різко негативно і опинився в ізоляції.
На початку 1921 Медем емігрував до США, де співпрацював в нью-йоркській газеті «Форвертс» та інших виданнях на їдиші. Помер від нефриту в 43 роки.
Написав мемуари «Зіхройнес ун артикль» («Спогади і статті», 1917; в російській перекладі «По царських тюрмах…», Л., 1924) і «Фун майн лебн» («З мого життя», 1-2 тт., 1923; в 2015 році перекладені та видані російською).
Його ім'я носили багато єврейських культурно-освітних та благодійних організацій та установ у Польщі в міжвоєнний період, а також на його честь названа «Бібліотека Медема» в Парижі — найбільша європейська їдишмовна інституція.